# NGC 282
NGC 282 ist eine elliptische Galaxie vom Hubble-Typ E1 im Sternbild Fische auf der Ekliptik. Sie ist schätzungsweise 305 Millionen Lichtjahre von der Milchstraße entfernt und hat einen Durchmesser von etwa 90.000 Lichtjahren.
Das Objekt wurde am 13. Oktober 1879 von dem französischen Astronomen Édouard Jean-Marie Stephan entdeckt.